# MTV Movie Awards 1997
6. gala MTV Movie Awards odbyła się 10 czerwca 1997 roku. Prowadzącym uroczystość był Mike Myers.

## Nominacje

### Najlepszy film
- Krzyk
- Dzień Niepodległości
- Jerry Maguire
- Twierdza
- Romeo i Julia

### Najlepszy aktor
- Tom Cruise – Jerry Maguire
- Will Smith – Dzień Niepodległości
- Eddie Murphy – Gruby i chudszy
- John Travolta – Fenomen
- Leonardo DiCaprio – Romeo i Julia

### Najlepsza aktorka
- Claire Danes – Romeo i Julia
- Madonna – Evita
- Neve Campbell – Krzyk
- Sandra Bullock – Czas zabijania
- Helen Hunt – Twister

### Najlepsza rola przełomowa
- Matthew McConaughey – Czas zabijania
- Vivica A. Fox – Dzień Niepodległości
- Renee Zellweger – Jerry Maguire
- Courtney Love – Skandalista Larry Flynt
- Ewan McGregor – Trainspotting

### Najlepszy ekranowy zespół
- Sean Connery i Nicolas Cage – Twierdza
- Nathan Lane i Robin Williams – Klatka dla ptaków
- Peter Stormare i Steve Buscemi – Fargo
- Leonardo DiCaprio i Claire Danes – Romeo i Julia

### Najlepszy czarny charakter
- Jim Carrey – Telemaniak
- Robert De Niro – Fan
- Mark Wahlberg – Strach
- Edward Norton – Lęk pierwotny
- Kiefer Sutherland - Czas zabijania

### Najlepszy występ komediowy
- Jim Carrey – Telemaniak
- Chris Farley – Beverly Hills Ninja
- Robin Williams – Klatka dla ptaków
- Eddie Murphy – Gruby i chudszy

### Najlepszy filmowy pocałunek
- Vivica A. Fox i Will Smith – Dzień Niepodległości
- Gina Gershon i Jennifer Tilly – Bound
- Kyra Sedgwick i John Travolta – Fenomen
- Claire Danes i Leonardo DiCaprio – Romeo i Julia

### Najlepsza scena akcji
- Fairuza Balk – The Craft
- Pamela Anderson – Żyleta
- Jim Carrey i Matthew Broderick – Alive: Dramat w Andach
- Jim Brown – Marsjanie atakują

### Najlepszy nowy twórca
- Doug Liman - Swingers